# Herzkühler
Der Begriff Herzkühler bezeichnet einen medizinhistorisch interessanten Apparat, der genutzt wurde, um die Herzgegend von außen zu kühlen. Er wurde symptomatisch beispielsweise bei der Perikarditis eingesetzt, um für den Patienten belastende Beschwerden wie Herzklopfen und Fieber zu reduzieren.
Der Herzkühler bestand aus einem von kaltem Wasser durchflossenen Gummischlauch oder einer Kupferspirale. Die Bezeichnung wurde aber auch allgemein für kalte Umschläge verwendet. Der Herzkühler wurde auf die linke Brustseite gelegt, um die Herzgegend abzukühlen und die Herzfrequenz reflektorisch zu senken.